# Eth, Nord
Eth är en kommun i departementet Nord i regionen Hauts-de-France i norra Frankrike. Kommunen ligger i kantonen Le Quesnoy-Ouest som tillhör arrondissementet Avesnes-sur-Helpe. År 2022 hade Eth 334 invånare.

## Befolkningsutveckling
Antalet invånare i kommunen Eth
| Referens: INSEE |